# Darío Ríos
Rubén Darío Ríos (Buenos Aires, Argentina; 2 de noviembre de 1995) es un futbolista argentino. Juega de centrocampista y su equipo actual es el sportivo luqueño dela Primera División de Paraguay.

## Trayectoria
Nacido en Buenos Aires, Ríos se formó en las inferiores del San Lorenzo de Almagro.
Motivado por su abuelo oriundo de Paraguay, en 2017 fichó en el 12 de Octubre de la Primera División de Paraguay, donde debutó en el profesionalismo esa temporada.
Tras cuatro temporadas en 12 de Octubre, el 4 de enero de 2022 Ríos se incorporó al Club Nacional.
El 26 de diciembre de 2022, Ríos fichó en el Club Guaraní para la temporada 2023.

## Estadísticas
Actualizado al último partido disputado el 27 de enero de 2023
| Club                   | Div.          | Temporada     | Liga  | Liga  | Copas nacionales | Copas nacionales | Copas internacionales | Copas internacionales | Total | Total |
| Club                   | Div.          | Temporada     | Part. | Goles | Part.            | Goles            | Part.                 | Goles                 | Part. | Goles |
| ---------------------- | ------------- | ------------- | ----- | ----- | ---------------- | ---------------- | --------------------- | --------------------- | ----- | ----- |
| General Díaz Paraguay  | 1.ª           | 2017          | 5     | 0     | 0                | 0                | —                     | —                     | 5     | 0     |
| General Díaz Paraguay  | 1.ª           | 2018          | 17    | 0     | 0                | 0                | 1                     | 0                     | 18    | 0     |
| General Díaz Paraguay  | 1.ª           | 2019          | 23    | 0     | 0                | 0                | —                     | —                     | 23    | 0     |
| General Díaz Paraguay  | 1.ª           | 2020          | 19    | 0     | 0                | 0                | —                     | —                     | 19    | 0     |
| General Díaz Paraguay  | Total club    | Total club    | 64    | 0     | 0                | 0                | 1                     | 0                     | 65    | 0     |
| 12 de Octubre Paraguay | 1.ª           | 2021          | 31    | 1     | 0                | 0                | 8                     | 0                     | 39    | 1     |
| 12 de Octubre Paraguay | Total club    | Total club    | 31    | 1     | 0                | 0                | 8                     | 0                     | 39    | 1     |
| Nacional Paraguay      | 1.ª           | 2022          | 41    | 1     | 0                | 0                | 2                     | 0                     | 43    | 1     |
| Nacional Paraguay      | Total club    | Total club    | 41    | 1     | 0                | 0                | 2                     | 0                     | 43    | 1     |
| Club Guaraní Paraguay  | 1.ª           | 2023          | 1     | 0     | 0                | 0                | 0                     | 0                     | 1     | 0     |
| Club Guaraní Paraguay  | Total club    | Total club    | 1     | 0     | 0                | 0                | 0                     | 0                     | 1     | 0     |
| Total carrera          | Total carrera | Total carrera | 137   | 2     | 0                | 0                | 11                    | 0                     | 148   | 2     |